# Cornelius Chitsulo
Cornelius Chitsulo (Mua, 19 dicembre 1909 – Dedza, 28 febbraio 1984) è stato un vescovo cattolico malawiano.

## Biografia
È stato vicario apostolico di Dedza e vescovo titolare di Bonizza dal 1956 al 1959, quando il vicariato apostolico è stato elevato da papa Giovanni XXIII a diocesi di Dedza, di cui Chitsulo è stato dunque il primo vescovo. Ha ricoperto l'incarico fino alla morte nel 1984.
È stato uno dei padri conciliari del Concilio Vaticano II.

## Genealogia episcopale
La genealogia episcopale è:
- Cardinale Scipione Rebiba
- Cardinale Giulio Antonio Santori
- Cardinale Girolamo Bernerio, O.P.
- Arcivescovo Galeazzo Sanvitale
- Cardinale Ludovico Ludovisi
- Cardinale Luigi Caetani
- Cardinale Ulderico Carpegna
- Cardinale Paluzzo Paluzzi Altieri degli Albertoni
- Papa Benedetto XIII
- Papa Benedetto XIV
- Papa Clemente XIII
- Cardinale Marcantonio Colonna
- Cardinale Giacinto Sigismondo Gerdil, B.
- Cardinale Giulio Maria della Somaglia
- Cardinale Carlo Odescalchi, S.I.
- Cardinale Costantino Patrizi Naro
- Cardinale Lucido Maria Parocchi
- Papa Pio X
- Arcivescovo Eugène Jacques Grellier
- Cardinale Emmanuel Célestin Suhard
- Arcivescovo Jean Julien Weber, P.S.S.
- Vescovo Joseph Fady, M. Afr.
- Vescovo Cornelius Chitsulo